# Participantes Paralímpicos Independentes nos Jogos Paralímpicos de Verão de 1992
Participantes Paralímpicos Independentes foram os atletas da República Federal da Iugoslávia nos Jogos Paralímpicos de Verão de 1992, realizados em Barcelona, na Espanha. Não foram autorizados a participar como delegação nacional, devido à Resolução 757 do Conselho de Segurança das Nações Unidas, impondo sanções ao país. O Comitê Paralímpico Internacional reconhece, assim, a participação da Iugoslávia nas Paralimpíadas de 1972 a 1988 e de 1996 a 2000. Havia dezesseis "Participantes Paralímpicos Independentes" nos Jogos de 1992, competindo no atletismo, no tiro, na natação e no tênis de mesa. Ao todo, conquistaram oito medalhas, das quais quatro de ouro.

## Medalhistas
| Medalha           | Atleta              | Jogos          | Esporte       | Evento                                        |
| ----------------- | ------------------- | -------------- | ------------- | --------------------------------------------- |
| Medalha de ouro   | Nada Vuksanovic     | Barcelona 1992 | Atletismo     | Arremesso de disco feminino na categoria B2   |
| Medalha de ouro   | Ruzica Aleksov      | Barcelona 1992 | Tiro          | Pistola Misto SH1>3                           |
| Medalha de ouro   | Branimir Jovanovski | Barcelona 1992 | Tiro          | Pistola Misto SH1                             |
| Medalha de ouro   | Nenad Krisanovic    | Barcelona 1992 | Natação       | 50 metros de peito masculino na categoria SB2 |
| Medalha de prata  | Nada Vuksanovic     | Barcelona 1992 | Atletismo     | Arremesso de peso feminino na categoria B2    |
| Medalha de prata  | Radomir Rakonjac    | Barcelona 1992 | Tiro          | Pistola Misto SH1                             |
| Medalha de prata  | Nenad Krisanovic    | Barcelona 1992 | Natação       | 50 m borboleta masculino S3-4                 |
| Medalha de bronze | Zlatko Kesler       | Barcelona 1992 | Tênis de mesa | Simples masculino (série 3)                   |